# Pterobunocephalus depressus
Pterobunocephalus depressus är en fiskart som först beskrevs av Haseman, 1911.  Pterobunocephalus depressus ingår i släktet Pterobunocephalus och familjen Aspredinidae. Inga underarter finns listade i Catalogue of Life.